# Яма Владислав Миколайович
Владисла́в Микола́йович Я́ма (більш відомий як Влад Яма; 10 липня 1982, Запоріжжя) — український танцюрист, а також суддя телевізійних проєктів «Танцюють всі!», «Україна має талант», «Танці з зірками» та «Модель XL».

## Біографічні відомості
Народився 10 липня 1982 року у Запоріжжі в родині вчителів-істориків. Мати — Любов Миколаївна Яма, батько — Микола Петрович Яма. Має старшого брата Дмитра, який працює юристом.
Закінчив Запорізький національний університет, факультет фізичного виховання. Танцями займається із семи років.
Починав танцювати в Запоріжжі, в танцювальному клубі «Крок». Потім багато років танцював у колективі «Фієста». Після переїзду до Києва, займався в київському «Данс-центрі» та виступав в Українській федерації сучасного танцю.
Викладає з дев'ятого класу. Спочатку викладав дітям, з 19 років — працює з усіма віковими категоріями. Викладав хореографію в Київському університеті культури. На цей час викладає класику у власній студії, на базі «Release Dance Complex». Активно співпрацював з шоубалетом Олени Коляденко «Freedom».
З подачі Олени Коляденко, отримав свій сценічний образ «лисого мачо» у 2006 році перед концертним туром з Лолітою Мілявською.
31 жовтня 2017 року Влад Яма увійшов до складу журі реаліті-шоу «Модель XL» каналу «1+1». Разом з дизайнером Андре Таном, ведучою Катериною Осадчою та відомою у світі латвійською моделлю Тетяною Мацкевич обирали першу модель plus-size в Україні та обличчя колекції «A.Tan +».
У 2017 році — член журі Ліга Сміху.
У 2020 році — учасник "Команди Новаторів" у шоу Маскарад.
Ведучий денного інфотейнмент-шоу Твій День, що демонструється з 24 травня 2021 року на телеканалі «1+1».

### Під час повномасштабного вторгнення
24 лютого 2022 року Влад Яма покинув Україну, та переїхав до США. Хореограф опублікував кілька постів у своїх соцмережах, де написав, що його країну знищують, тому для нього головне, щоб сім'я була в безпеці. Також він подякував захисникам України й сказав, що поважає їх.

## Телебачення
- «Танці з зірками» — танцівник (у парі з Наталею Могилевською, телеканал «1+1»)
- «Україна має талант — суддя (телеканал «СТБ»)
- «Танцюють всі!» — член журі (телеканал «СТБ»)
- «Феномен» — гість (телеканал «СТБ»)
- «Танці з зірками: повернення легенди» — суддя (телеканал «1+1»)
- «Модель XL» — член журі (телеканал «1+1»)
- «Ліга сміху» — член журі (телеканал «1+1»)
- «Корисна площа» — учасник (телеканал «Новий канал»)[8]

- «Маскарад (телешоу)» — учасник однієї з команд (телеканал «1+1»)

## Нагороди
- Переможець відкритого чемпіонату Лондона (Open Metropolitan Championship) зі спортивних танців серед любителів[9] у парі з Мартою Бакай.
- Фіналіст першого сезону телевізійного проєкту «Танці з зірками» — посів друге місце, де він танцював у парі з українською співачкою Наталією Могилевською.